# Theuville (Eure y Loir)
Theuville es una comuna nueva francesa situada en el departamento de Eure y Loir, de la región de Centro-Valle de Loira.

## Historia
Fue creada el uno de enero de 2016, en aplicación de una resolución del prefecto de Eure y Loir de 10 de diciembre de 2015 con la unión de las comunas de Pézy y Theuville, pasando a estar el ayuntamiento en la antigua comuna de Theuville.

## Demografía
| Gráfica de evolución demográfica de Theuville entre 1800 y 2013 |
|                                                                 |

Los datos entre 1800 y 2013 son el resultado de sumar los parciales de las dos comunas que forman la nueva comuna de Theuville, cuyos datos se han cogido de 1800 a 1999, para las comunas de Pézy y Theuville de la página francesa EHESS/Cassini. Los demás datos se han cogido de la página del INSEE.

## Composición
| Comuna    | Código INSEE | Población (2013) | Superficie (km²) | Densidad (hab./km²) |
| --------- | ------------ | ---------------- | ---------------- | ------------------- |
| Pézy      | 28297        | 244              | 6.19             | 39                  |
| Theuville | 28383        | 437              | 29.86            | 15                  |